# Napoleon Ekielski
Napoleon Ekielski (ur. 1810  – zm. 8 marca 1891 w Krakowie) – publicysta, poeta.
Jego ojciec Adam Ekielski (1760-1841) był adwokatem i asesorem w Senacie Wolnego Miasta Krakowa, jak również właścicielem domu Pod Kanarkiem w Rynku Głównym, matka Jadwiga z Lekszyckich. Był bratem Aleksandra Ekielskiego i Eustachego Wojciecha Ekielskiego. Brał udział w Powstaniu krakowskim. Współredaktor czasopisma Szkoła ludu (1848) i Orzeł Biały. Członek od 20 października 1848 roku Towarzystwa Naukowego Krakowskiego. Emerytowany urzędnik Akademii Umiejętności.
Napisał:
- Okolica Mogiły (1864)
- Kilka słów o teatrze (1865)

Pochowany na cmentarzu Rakowickim w Krakowie w kwaterze Jc.